# 고깔검정이끼과
고깔검정이끼과(Leskeaceae)는 털깃털이끼목에 속하는 이끼과의 하나이다. 침작은명주실이끼(H. angustifolium)와 작은명주실이끼(H. microphyllum), 물가작은명주실이끼(H. strictulum), 아기호랑꼬리이끼 (H. ovicarpa), 변덕고산이끼(L. mutabilis)와 물바위이끼(P. zippelii) 등을 포함하고 있다.

## 하위 속
| - Claopodium - Fabronidium - 작은명주실이끼속 (Haplocladium) - 아기호랑꼬리이끼속 (Hylocomiopsis) - Leptocladium - Leptopterigynandrum - 고산이끼속 (Lescuraea) | - 고깔검정이끼속 (Leskea) - Leskeadelphus - Leskeella - Lindbergia - Mamillariella - Orthoamblystegium - Platylomella | - Pseudoleskea - Pseudoleskeella - 물바위이끼속 (Pseudoleskeopsis) - Ptychodium - Rigodiadelphus - Rozea - Schwetschkea |